# Safari urbano
Safari urbano es un término que se refiere a una actividad o experiencia en la que las personas exploran y observan la vida urbana, las características arquitectónicas, culturales y sociales de una ciudad o área urbana. Aunque la palabra safari generalmente se asocia con la observación de la vida silvestre en entornos naturales, en este contexto, se utiliza de manera metafórica para destacar la idea de explorar y descubrir elementos interesantes en el entorno urbano.
Durante un safari urbano, las personas suelen recorrer calles, barrios y lugares emblemáticos de la ciudad, prestando atención a la arquitectura, la historia, la cultura local, las interacciones humanas y otros aspectos que caracterizan la vida en el entorno urbano. Esto puede incluir la observación de edificios históricos, monumentos, arte urbano, lugares de interés cultural, zonas comerciales y la dinámica de la vida cotidiana en la ciudad.
El concepto de safari urbano busca fomentar una comprensión más profunda y apreciativa de los espacios urbanos, así como brindar una experiencia de exploración enriquecedora para los participantes. Puede ser organizado como una actividad turística, un proyecto educativo o incluso como una manera creativa de interactuar con el entorno urbano en el que se vive.